# Mỹ Chánh Hòa, Vĩnh Long
Mỹ Chánh Hòa là một xã thuộc tỉnh Vĩnh Long, Việt Nam.

## Địa lý
Xã Mỹ Chánh Hòa có vị trí địa lý:
- Phía đông giáp xã Tân Xuân.
- Phía tây giáp xã Giồng Trôm và An Ngãi Trung.
- Phía nam giáp xã Ba Tri.
- Phía bắc giáp xã Châu Hòa; giáp xã Thạnh Trị với ranh giới là sông Ba Lai.

Xã Mỹ Chánh Hòa có diện tích 50,61 km², dân số năm 2025 là 29.376 người, mật độ dân số đạt 580 người/km².

## Lịch sử
Ngày 16 tháng 6 năm 2025, Ủy ban Thường vụ Quốc hội ban hành Nghị quyết số 1687/NQ-UBTVQH15 về việc sắp xếp các đơn vị hành chính cấp xã của tỉnh Vĩnh Long năm 2025. Theo đó, sắp xếp toàn bộ diện tích tự nhiên, quy mô dân số của các xã Mỹ Chánh, Mỹ Nhơn và Mỹ Hòa thành xã mới có tên gọi là xã Mỹ Chánh Hòa.
Sau khi sáp nhập, xã Mỹ Chánh Hòa có 50,61 km² diện tích tự nhiên và dân số 29.376 người.